# Design participativo
O Design Participativo é uma proposta mais aberta de participação efetiva de pessoas não-designers em um projeto de Design. Sejam eles profissionais de outras áreas de interesse ao projeto ou usuários finais do produto a ser projetado, neste modelo eles podem participar do projeto de design como parte da equipe de trabalho. O design participativo é um modelo de projeto que vai além de apenas coletar informações para que os designers decidam sobre o trabalho sem o envolvimento de outras pessoas, demarcando assim uma aura de autoridade e a ocupação de um nível hierárquico mais alto por parte dos designers.
Esta proposta de projeto participativo encontra respaldo na ideia de que todos os seres humanos são designers por natureza. É o que afirma Papanek ao dizer que as únicas atividades que um indivíduo lúcido faz é projetar e desenhar. 
Foi o pensamento abdutivo que permitiu a evolução de artefatos em nossa civilização, desde civilizações primitivas, passando pelo design vernacular e artesanato tradicional. Observar o mundo e gerar novas soluções abdutivamente é uma habilidade coletiva humana que apenas recentemente passou a ser vista como algo que necessita de algum talento especial.
Por isso, o design participativo tem a ver com empoderar as pessoas. O design pode ter o seu melhor impacto quando é tirado das mãos dos designers e colocado nas mãos de todos. Este modelo, leva a uma percepção de liberdade e capacidade mais ampla do que poder escolher entre os serviços ou produtos disponíveis. Leva às pessoas a possibilidade de se sentirem e de serem consideradas aptas e responsáveis, capazes de elaborar objetivos e projetar para alcançá-los.
O potencial da participação é da mudança de uma relação passiva entre consumidor e produtor para o engajamento ativo de todos em experiências que são significativas, produtivas e lucrativas. Este impacto é encarado de uma maneira bastante positiva numa perspectiva guiada a um futuro próximo. O autor Ezio Manzini observa que: "[...] uma nova atividade de design está emergindo, convidando os designers a exercerem um novo e fascinante papel. Aceitá-lo significa reconhecer positivamente que não é mais possível manter um monopólio sobre o design."
Desta forma, o designer profissional interessado nas questões levantadas deve se manter aberto a trabalhar com equipes de pessoas bastante diversas, mas que podem enriquecer um trabalho de maneiras antes inimagináveis pelo designer autor individual.

## História
Em termos de contexto histórico, este modelo de trabalho começou na Escandinávia entre as décadas de 1960 e 1970, num esforço de administrar mais democraticamente o Design num período de início de informatização de cargos de trabalho. Este foi um acontecimento natural em um contexto marcado por consistente conjunto de leis trabalhistas, embasadas pelos valores da dignidade humana, qualidade e desenvolvimento tanto social quanto pessoal.
A prática desta filosofia é relativamente recente na história e aos poucos vem sendo cada vez mais incorporada no universo do design, principalmente em projetos de caráter social. Ela acompanha uma tendência atual de compartilhamento e colaboração, que pode ser tão radicalmente inovadora para o design quanto a explosão da Revolução Industrial. O autor Thackara afirma até mesmo que "os dias do designer solitário e brilhante estão contados".

## Razões para adoção
Além disso, há mais motivos para que escolha-se adotar o design participativo. As razões podem ser de caráter:
1) Político e Sociológico: as pessoas, principalmente as que tem acesso a menos oportunidades, deveriam ter o poder de decidir no desenvolvimento de produtos de design no seu entorno; 
2) Geográfico e contextual: por causa de culturas e experiências prévias diferentes das do designer, membros da população local podem enriquecer o projeto; 
3) Prático: o envolvimento das pessoas no projeto se dá a fim de otimizar o funcionamento dos artefatos desenvolvidos, valendo-se de seu conhecimento tácito para beneficiar o projeto. 

## Exemplo
Como exemplo desta prática, há o escritório Mapinguari Design, que atua em Belém do Pará. Dentre suas atividades está a aplicação de uma metodologia própria de design participativo para criação de identidades visuais. Seu trabalho viabiliza a criação de identidades visuais próprias por grupos produtivos que normalmente não estão inseridos no mercado formal. Por meio da reflexão sobre sua cultura e características, estes grupos são orientados de modo a criar não apenas um símbolo gráfico, mas a se tornarem representantes do seu significado.